# Джуліус Юліан
Джуліус Юліан (англ. Julius Hjulian, 15 березня 1903 — лютий 1974) — американський футболіст, що грав на позиції воротаря за клуби «Чикаго Спартанс» та «Чикаго Вондерболтс», а також національну збірну США. Чемпіон Швеції.

## Клубна кар'єра
Вихованець шведського футбольного клубу «ІФК Ескільстуна». В подальшому емігрував до США у 1922 році, де грав у маловідомих клубах «Пульман» і «Харві».
У 1925 році повернувся до Європи, де підписав контракт з «Селтіком» в якому провів сезон 1925-1926, але на поле не виходив. Став першим шведом в історії кельтського клубу.
Згодом повернувся до США і став грати за клуб «Чикаго Спартанс», а ще згодом перейшов до «Чикаго Вондерболтс», де і завершив кар'єру гравця.

## Виступи за збірну
1934 року дебютував в офіційних матчах у складі національної збірної США. Протягом кар'єри у національній команді, яка тривала 1 рік, провів у її формі 2 матчі, пропустивши 9 голів.
Зіграв у відборі на ЧС-1934 з Мексикою (4-2) і на чемпіонаті світу 1934 року в Італії з господарями (1-7).
Помер у лютому 1974 року на 71-му році життя.

## Титули і досягнення
- Чемпіон Швеції (1):

«ІФК Ескільстуна»: 1920-1921